# 桑·拉
桑·拉（Sun Ra，1914年5月22日—1993年5月30日），出生名為赫爾曼·普爾·布朗特（Herman Poole Blount），依照美國法律登記的名字為“Le Sony'r Ra”，是一位爵士樂作曲家、樂隊領隊及詩人，是黑人未來派的先驅。此外也會彈奏多種樂器，並提出了所謂的“宇宙理念”（cosmic philosophy）。1979年入選阿拉巴馬爵士樂名人堂。
因為他非正統的音樂風格和生活方式，桑·拉此人備受爭議。 他宣稱自己不是地球人，而是來自土星的“天使族”（Angel Race），同時放棄了自己的出生名。 他給自己取了名字“Sun Ra”（桑·拉），其中“Ra”來自埃及的太陽神拉，在其演藝生涯中，亦曾採用過其他的數個不同名字。1993年因肺炎在出生地伯明翰逝世。